# بوژیدارکا فرایت
بوژیدارکا فرایت (انگلیسی: Božidarka Frajt؛ زادهٔ ۱۱ نوامبر ۱۹۴۰) بازیگر اهل کرواسی است. وی از سال ۱۹۵۹ میلادی تاکنون مشغول فعالیت بوده‌است.
از فیلم‌ها یا برنامه‌های تلویزیونی که وی در آن نقش داشته‌است می‌توان به وقتی بابا رفته بود مأموریت اشاره کرد.
وی همچنین برندهٔ جوایزی همچون جایزه ولادیمیر نازور شده‌است.